# Стрейтвошинг
Стрейтвошинг (англ. straightwashing — «отмывание как гетеросексуалов») — изображение ЛГБ-человека как гетеросексуального. Этим термином обозначают сокрытие ориентации исторических фигур, «коррекцию» образов ЛГБ-персонажей, умалчивание о природе преступления ненависти и тому подобное.
Термин «стрейтвошинг» основан на аналогичном термине «вайтвошинг» — изображение изначально небелых людей как белых.

## В художественных произведениях
Драгош Манеа (Dragoş Manea) в эссе Leonardo's Paradoxical Queerness: Da Vinci's Demons and the Politics of Straightwashing разделяет четыре вида стрейтвошинга:
1. Представление ЛГБ-персонажа, основанного на негетеросексуальном первоисточнике, как гетеросексуального. Этот вид стрейтвошинга относится как к художественным произведениям, в основу которых легла жизнь исторических личностей, так и к адаптации некоторого произведения с изначально гомосексуальным персонажем.
2. Занижение значимости сексуальности персонажа в угоду консервативной аудитории.
3. Маркетинговые стратегии, в ходе которых гомо- и бисексуальность персонажей рекламируемых произведений умалчивается.
4. Переписывание культурных особенностей некоторых обществ таким образом, что они предстают гетеросексуальными.

Различные произведения критиковались за стрейтвошинг — среди них «Гордость», «Игры разума», «Игра в имитацию». Режиссёр «Гордости» Мэттью Уорчус (англ. Matthew Warchus) охарактеризовал элементы стрейтвошинга на DVD своего фильма как «неуклюжие», но отметил, что таким образом фильм достигает более широкой аудитории и расширяет её кругозор.
Частой мотивацией к стрейтвошингу является нежелание потерпеть финансовые потери. Некоторые регуляторные механизмы, например, Кодекс Хейса, обязывали создателей художественных произведений убирать из своего творчества упоминания гомосексуальности.

## В журналистике
Активист Джон Беккер (англ. John Becker) охарактеризовал медийное освещение массового убийства в Орландо как стрейтвошинг, так как, по его мнению, в прессе не уделялось достаточное внимание гомосексуальности жертв.

## В политике
Заявление Республиканской партии по поводу массового убийства в Орландо с осуждением «насилия против любой группы людей за их образ жизни или ориентацию» (англ. “violence against any group of people simply for their lifestyle or orientation”) критиковалось за недостаточную сосредоточенность высказывания на причинах произошедшего. По мнению активистов, «отрицание» (англ. denying) гомофобных предпосылок нападения только способствует сохранению дискриминации. Профессор Кайл Велте (англ. Kyle C. Velte) считает, что переписи населения в США страдают от стрейтвошинга. По её мнению, из-за этого ЛГБТ-сообщество неверно репрезентированно и его члены не получают нужной помощи.

### На русском
- Савина, Саша. Стрейтвошинг: Как киноиндустрия «адаптирует» ЛГБТ-героев. Wonderzine (16 ноября 2018).

### На английском языке
- Shariatmadari, David. Straightwashing at the movies: the Pride DVD shows gay people still make the film industry nervous (англ.). The Guardian (6 января 2015).
- Smith, Linda. What is straightwashing? When Hollywood erases gay characters from films (англ.). Pink News (28 апреля 2018).